# 戴維·普勒珀
达维德·彼得魯斯·溫塞斯劳斯·亨利·「戴维」·普勒珀（荷蘭語：David Petrus Wenceslaus Henri (Davy) Pröpper；1991年9月2日—）是一位前荷蘭足球運動員。在場上的位置是中場。他也代表荷蘭國家足球隊參賽。